# Славібор
Славібор (д/н —894) — князь сорбів або мільчан у 859—894 роках.

## Життєпис
Став панувати після загибелі князя Жистібора. Невідомо, чи брав участь у змові про попереднього князя, або було поставлено королем Людовиком II, королем Східно-Франкського королівства.
Славібор визнав зверхність франків. Разом з останніми брав участь у війнах проти полян з Польщі, чеських племен та стодорян. У 863 році разом з далемінчанами та лужичанами очолив повстання, але зазнав невдачі. У 873—874 роках знову брав участь у повстанні проти франків.
Після початку боротьби за владу між Каролінгами з 875 року, Славібор владнав стосунки із сусідніми племенами, а потім після повстань 877 та 880 років фактично став незалежним князем, номінально визнаючи зверхність Східно-Франкського королівства.
Між 883 та 890 роками визнав зверхність Святоплука I, князя Великої Моравії, завдяки чому остаточно позбавився залежності від франкського королівства. Зверхність Великої Моравії була суто номінальною. Помер у 894 році. Його владу успадкував син Драгомир, який у 897 році звільнився від влади Великої Моравії.

## Родина
Діти:
- Драгомир (або Гоусек), князь сорбів.
- Людмила, дружина Боривоя I, князя Чехії, християнська свята.